# 회서로
회재로(Hoeseo-ro)은 광주광역시 남구 주월동 중심부를 가로지르는 총 연장 0.6 km의 도로이다. 도로명은 회재로와 서문대로를 잇는 사잇길이라고 하여 각각의 도로에 한 글자씩을 따왔다. 본래 2016년까지 광주국제양궁장 부근에서 도로가 단절되었으나, 주월로가 2017년에 개통하여 이 도로를 통하여 화운로를 거쳐 화정동 등 광주광역시 서구 지역과 더 나아가 광암고가를 거쳐 유스퀘어와 서광주 나들목, 우치동 지역까지 도로가 직결되게 되었다.
대체도로는 동쪽으로 대남대로와 백운로터리를 통하여 이 도로를 우회할 수 있다.

## 주요 경유지
광주광역시
- 남구 (주월동)

## 노선
| 이름                   | 접속 노선                                                             | 소재지        | 소재지        | 소재지        | 비고          |
| 주월로와 직결          | 주월로와 직결                                                         | 주월로와 직결 | 주월로와 직결 | 주월로와 직결 | 주월로와 직결 |
| ---------------------- | --------------------------------------------------------------------- | ------------- | ------------- | ------------- | ------------- |
| 광주국제양궁장사거리   | 광주광역시도 제56호선 회재로                                          | 광주광역시    | 남구          | 주월동        |               |
| 삼육초등학교사거리     | 회서로21번길 회서로22번길                                             | 광주광역시    | 남구          | 주월동        |               |
| 주월동경로당삼거리     | 금당로                                                                | 광주광역시    | 남구          | 주월동        |               |
| 광복마을사거리         | 광복마을길                                                            | 광주광역시    | 남구          | 주월동        |               |
| 푸른길공원             |                                                                       | 광주광역시    | 남구          | 주월동        |               |
| (광주청산교회)         | 회서로51번길 회서로52번길                                             | 광주광역시    | 남구          | 주월동        |               |
| 호반베르디움입구사거리 | 국도 제1호선 국가지원지방도 제60호선 광주광역시도 제20호선 (서문대로) | 광주광역시    | 남구          | 주월동        |               |

## 주요 건물 및 시설
- 주월동통합거점경로당 (광주광역시 남구 회서로 37/주월동 472)
- 주월1동행정복지센터 (광주광역시 남구 회서로21번가길 13/주월동 493-13)
- 호남삼육고등학교 (광주광역시 남구 회서로 30/주월동 468-2)
- 호남삼육중학교 (광주광역시 남구 회서로 30/주월동 468-3)
- 광주삼육초등학교 (광주광역시 남구 회서로 30/주월동 468-4)
- 호남삼육고등학교 사무엘관 (광주광역시 남구 회서로 32/주월동 468)
- 장산초등학교 (광주광역시 남구 회서로 27/주월동 482-1)
- 장산초등학교 병설유치원 (광주광역시 남구 회서로 27/주월동 482-1)